# Yakuza: Like a Dragon
Yakuza: Like a Dragon (jap. 龍が如く7 光と闇の行方, Ryū ga Gotoku 7: Hikari to Yami no Yukue, wörtlich etwa „So wie ein Drache 7: Verbleib von Licht und Dunkelheit“) ist ein Rollenspiel, das von Sega entwickelt und veröffentlicht wurde. Es ist die achte Hauptversion in der Yakuza-Reihe und wurde am 16. Januar 2020 in Japan für PlayStation 4 veröffentlicht. Weltweit wurde es am 10. November 2020 für Microsoft Windows, PlayStation 4 und Xbox One veröffentlicht. Das Spiel erschien als Launchtitel für die Xbox Series X/S am 10. November 2020. Die PlayStation-5-Version erschien am 2. März 2021.

## Gameplay
Ähnlich wie in früheren Spielen der Yakuza-Serie können Nebenquests (im Spiel als Untergeschichten bezeichnet) vom Spieler aufgenommen werden, um zusätzliche Belohnungen zu erhalten, und die Spieler können auch die verschiedenen Nebenaktivitäten auf der Karte wie Karaoke genießen. Eine neue Nebenaktivität, die in diesem Spiel eingeführt wurde, ist Dragon Kart, das in seinem Gameplay anderen Kart-Rennspielen ähnelt.
Eine große Abweichung von früheren Yakuza-Spielen ist das Kampfsystem. Anstelle der Echtzeitmechanik früherer Spiele bietet Yakuza: Like a Dragon einen rundenbasierten RPG-Kampf mit einem vierköpfigen Kampfteam. Im Gegensatz zu typischen rundenbasierten RPGs können Charaktere in der Nähe befindliche Gegenstände wie Fahrräder verwenden, um Feinde anzugreifen (wenn sich die Gegenstände in der Nähe der Feinde befinden) oder umliegende Gegenstände an ihr Ziel treten, wenn sich unterwegs ein interaktiver Gegenstand in der Umgebung befindet für den Feind, ein Aspekt, der aus den vorherigen Yakuza-Spielen zurückkehrt. Die Spieler können auch verschiedene Parteihilfen in Anspruch nehmen, um die Partei zu stärken oder Feinde zu besiegen, wobei im Verlauf der Geschichte oder durch die Fertigstellung von Untergeschichten weitere Hilfen hinzugefügt werden können. Spieler können die Welt nach Abschluss des Spiels weiterhin erkunden. Ein New-Game-Plus-Modus mit zusätzlichen Schwierigkeitsgraden, die exklusiv für diesen Modus verfügbar sind, soll als kostenpflichtiges DLC veröffentlicht werden.
Das neue RPG-Kampfsystem wird durch Jobs ergänzt, eine Form von Charakterklassen, die anderen RPGs ähnlich sind. Spieler können den Job eines Gruppenmitglieds ändern, um ihn besser an den Spielstil der Gruppe anzupassen. Derzeit gibt es zwei Jobs, die nur über kostenpflichtige herunterladbare Inhalte erhalten werden können.

## Zusammenfassung

### Setting und Charaktere
Zum ersten Mal in der Yakuza-Serie verlagert sich der Fokus weg von Tokio und der fiktiven Nachbildung von Kabukichō, genannt Kamurocho. Stattdessen findet der Großteil des Spiels im Yokohama-Distrikt Isezaki Ijincho statt, der dem realen Isezakichō Distrikt von Yokohama nachempfunden ist. Kamurocho und der Osaka-Distrikt Sotenbori (ein weiteres Gebiet aus früheren Yakuza-Spielen, das auf dem realen Dōtonbori Distrikt basiert) werden im Spiel vertreten sein. Yakuza: Like a Dragon ist auch das erste Hauptspiel, in dem Kazuma Kiryu nicht die Hauptfigur ist und stattdessen die neue Figur Ichiban Kasuga eingeführt wird. Sega hat Kasuga als viel offener und emotionaler als Kiryu beschrieben.
Neben Kasuga können Yu Nanba, Koichi Adachi, Saeko Mukoda, Tianyou Zhao, Joon-Gi Han und Eri Kamataki für die Gruppe des Spielers rekrutiert werden. Mukoda und Kamataki sind die ersten weiblichen Kampffiguren in der Yakuza-Serie, die direkt vom Spieler kontrolliert werden. Einmal rekrutierte Charaktere können vorübergehend herbeigerufen werden, um die Gruppe während des Kampfes zu unterstützen, darunter die früheren Yakuza-Protagonisten Kazuma Kiryu, Goro Majima und Taiga Saejima.

### Handlung
Im Jahr 2001 wird Ichiban Kasuga, ein Juniormitglied der Arakawa-Familie des Tojo-Clans, vom Patriarchen der Familie, Masumi Arakawa, gebeten, wegen eines Mordes ins Gefängnis zu gehen, den er nicht begangen hat, um den wahren Mörder zu schützen. Ein hochrangiger Offizier, den Arakawa für unverzichtbar hält. Ichiban stimmt dem zu, in der Hoffnung, dass er dadurch zu einem Helden im Tojo-Clan wird, und in dem Bestreben, eine nicht näher bezeichnete "Schuld" zu ehren, die er seinem Patriarchen schuldet. Achtzehn Jahre später wird Kasuga aus dem Gefängnis entlassen, nur um festzustellen, dass sich niemand an ihn erinnert und dass niemand aus seiner Familie auch nur darauf wartet, ihn zu treffen, wenn er herauskommt; er geht, um Arakawa zu konfrontieren, der ihm in die Brust schießt. Einige Tage später wacht Kasuga halbnackt unter einem Haufen Müll auf und erfährt schließlich, dass er sich im Yokohama-Distrikt Isezaki Ijincho befindet. Als ihm klar wird, dass sein Patriarch ihn zum Sterben zurückgelassen hat, macht er sich auf die Suche nach den Gründen und dem wahren Grund für seine Haftstrafe, eine Reise, auf der er sich mit Hilfe der vielen Verbündeten, die er auf seinem Weg trifft, gegen Yakuza, Triaden und koreanische Gangster und Kriminelle stellt.

## Entwicklung
Das Spiel wurde ursprünglich am 26. August 2017 zusammen mit Fist of the North Star: Lost Paradise und Yakuza Online angekündigt. Während der Entwicklung hatte das Projekt den Codenamen Shin Ryu ga Gotoku, wörtlich "Neu wie ein Drache", "Wie ein neuer Drache" oder "Shin-Yakuza" auf Deutsch. Sega gab bekannt, dass die Geschichte des Spiels Ende Mai 2019 abgeschlossen wurde. Der Schöpfer der Yakuza-Serie, Toshihiro Nagoshi, sagte, dass der neue Stil des Logos gemacht wurde, um Ichiban Kasugas unterschiedliche Persönlichkeit im Vergleich zu Kazuma Kiryu widerzuspiegeln. Sega hat gesagt, dass sie einen anderen Spielstil ausprobieren wollten, aber dass sie, wenn er schlecht ankommt, für zukünftige Spiele wieder auf den Echtzeitkampf zurückgreifen werden. Das Spiel ist auch der erste Haupttitel von Yakuza, der seit dem ursprünglichen Yakuza im Jahr 2005 einen englischen Dub erhalten hat. Die Hauptmusik des Spiels, "Ichiban Ka", wurde von Shonan no Kaze komponiert, der zuvor die Hauptmusik von Yakuza 0 komponierte.

## Rezeption
Yakuza: Like a Dragon hat national und international meist gute Bewertungen erhalten.

„Fazit: » Yakuza: Like A Dragon bewies Mut, das zu tun, was sie taten und das Ergebnis ist ein Spiel, das diesen Mut belohnt. Ich denke, dass es manchmal zwar spaßiger wäre, in alter Streets-of-Rage-Manier selbst zu prügeln, aber die Party-Dynamik dieser Chaoten-Truppe macht das allemal wieder wett und sie bereichert das Erlebnis ungemein. Zusammen mit einer wie immer liebevollen Geschichte um alles, was Yakuzas in guter wie schlechter Verklärung zu bieten haben, ist das hier eines der spannendsten J-RPGs der letzten Jahre.«“

„Fazit: »Nach acht recht gleichförmigen Yakuza-Spielen (das Prequel Yakuza Zero sei hier mitgezählt) war es auch für meinen Geschmack an der Zeit, frischen Wind in die japanische Gangster-Saga zu bringen. Zwar sehe ich die Entlassung bzw. einstweilige Beurlaubung des alternden Prügelgottes Kiryu mit einem weinenden Auge. Sie war aber genauso notwendig wie die Ablösung der abgenutzten Beat-'em-up-Mechaniken durch vielseitige Rundenkämpfe.«“

### Verkäufe
Yakuza: Like a Dragon war in den ersten vier Verkaufstagen in Japan mit 156.993 verkauften Exemplaren das meistverkaufte Druckspiel. Bis März 2020 wurden in Asien und Japan insgesamt 400.000 digitale und physische Kopien verkauft.

### Auszeichnungen
Yakuza: Like a Dragon wurde auf der Tokyo Game Show 2019 mit dem Japan Game Awards Award für herausragende Leistungen in der Future Division ausgezeichnet.